# Комарево (Варненська область)
Кома́рево (болг. Комарево) — село у Варненській області Болгарії. Входить до складу общини Провадія.

## Населення
За даними перепису населення 2011 року у селі проживали 437 осіб.
Національний склад населення села:
| Національність   | Кількість осіб | Відсоток |
| ---------------- | -------------- | -------- |
| болгари          | 307            | 76,9%    |
| цигани           | 89             | 22,3%    |
| турки            | 0              | 0%       |
| інша             | 3              | 0,8%     |
| не визначились   | 0              | 0%       |
| Всього відповіли | 399            |          |

Розподіл населення за віком у 2011 році:
Динаміка населення: